# Sattelhof (Schwarzach bei Nabburg)
Sattelhof ist ein Ortsteil der Gemeinde Schwarzach bei Nabburg im Oberpfälzer Landkreis Schwandorf (Bayern).

## Geographische Lage
Sattelhof ist ein Bauernhof, der am Südostrand von Weiding steht. Er liegt 1,4 Kilometer nordöstlich der Staatsstraße 2151, 4,6 Kilometer östlich der Bundesautobahn 93 und 3,5 Kilometer südwestlich von Schwarzach. 1 Kilometer südwestlich von Sattelhof beginnt das 862 Hektar große Naturschutzgebiet Charlottenhofer Weihergebiet. Nordöstlich von Sattelhof erhebt sich der 500 Meter hohe Raubersberg. Sattelhof liegt am Weidingbach. Der Weidingbach entspringt bei Kemnath bei Fuhrn, fließt in Richtung Nordwesten, passiert nach etwa 4 Kilometern Sattelhof und mündet nach weiteren 3 Kilometern in die Schwarzach.

## Geschichte
Sattelhof war im Häuser- und Rustikalsteuerkataster von 1808 mit einem Anwesen verzeichnet. Das Anwesen trug den Namen beim Satlhofbauern, sein Inhaber war Wolfgang Kiener.
1808 begann in Folge des Organischen Ediktes des Innenministers Maximilian von Montgelas in Bayern die Bildung von Gemeinden. Dabei wurde das Landgericht Nabburg zunächst in landgerichtische Obmannschaften geteilt. Sattelhof kam zur Obmannschaft Wölsendorf. Zur Obmannschaft Wölsendorf gehörten: Wölsendorf, Altfalter, Weiding, Warnbach, Dietstätt, Sindelsberg, Richt, Auhof und Sattelhof.
1811 wurden in Bayern Steuerdistrikte gebildet. Dabei kam Sattelhof zum Steuerdistrikt Weiding. Der Steuerdistrikt Weiding bestand aus dem Dorf Weiding, den Weilern Dietstätt und Sindelsberg, der Einöde Sattelhof und dem Privatholz Schelmricht. Er hatte 20 Häuser, 130 Seelen, 280 Morgen Äcker, 140 Morgen Wiesen, 70 Morgen Holz, 6 Weiher, 50 Morgen öde Gründe und Wege, 2 Pferde, 40 Ochsen, 50 Kühe, 60 Stück Jungvieh, 90 Schafe und 30 Schweine.
Schließlich wurde 1818 mit dem Zweiten Gemeindeedikt die übertriebene Zentralisierung weitgehend rückgängig gemacht und es wurden relativ selbständige Landgemeinden mit eigenem Vermögen gebildet, über das sie frei verfügen konnten. Hierbei kam Sattelhof zur Ruralgemeinde Schwarzach. Die Gemeinde Schwarzach bestand aus den Ortschaften Schwarzach mit 22 Familien, Warnbach mit 10 Familien, Wölsendorf mit 19 Familien, Richt mit 7 Familien, Weiding mit 13 Familien, Dietstätt mit 9 Familien, Sindelsberg mit 3 Familien und Sattelhof mit 1 Familie. 1971 wurde die Gemeinde Weiding in die Gemeinde Altfalter eingegliedert. 1975 wurde die Gemeinde Altfalter in die Gemeinde Schwarzach bei Nabburg eingegliedert.
Im 19. und Anfang des 20. Jahrhunderts gehörte Sattelhof zur Pfarrei Kemnath bei Fuhrn, während das direkt benachbarte Weiding zur Pfarrei Schwarzach-Altfalter gehörte. Später wurden Teile von Weiding ebenfalls zur Pfarrei Kemnath bei Fuhrn gerechnet. 1997 gehörten aus Weiding 14 Katholiken und aus Sattelhof 4 Katholiken zur Pfarrei Kemnath bei Fuhrn. 2013 wurde die Pfarreiengemeinschaft Kemnath/Fuhrn – Schwarzach/Altfalter – Unterauerbach im Dekanat Nabburg gegründet, zu der Weiding und Sattelhof nun gehören.

## Einwohnerentwicklung ab 1818
| Jahr | Einwohner | Gebäude |
| ---- | --------- | ------- |
| 1818 | 1 Familie | k. A.   |
| 1831 | 10        | 2       |
| 1838 | 10        | 2       |
| 1864 | 9         | 5       |
| 1871 | 8         | 4       |
| 1885 | 14        | 2       |
| 1900 | 8         | 1       |
| 1913 | 10        | 1       |

| Jahr | Einwohner | Gebäude |
| ---- | --------- | ------- |
| 1925 | 9         | 1       |
| 1950 | 6         | 2       |
| 1961 | 5         | 1       |
| 1964 | 5         | 1       |
| 1970 | 7         | k. A.   |
| 1987 | 4         | 1       |
| 2011 | 5         | k. A.   |